# Cantone di Tarn et Causses
Il Cantone di Tarn et Causses è una divisione amministrativa dell'arrondissement di Millau.
È stato costituito a seguito della riforma approvata con decreto del 21 febbraio 2014, che ha avuto attuazione dopo le elezioni dipartimentali del 2015.

## Composizione
Comprendeva inizialmente 22 comuni ridottisi a 18 dal 1º gennaio 2016 a seguito della fusione dei comuni di Buzeins, Lapanouse, Lavernhe, Recoules-Prévinquières e Sévérac-le-Château a formare il nuovo comune di Sévérac-d'Aveyron.:
- Campagnac
- La Capelle-Bonance
- Castelnau-Pégayrols
- La Cresse
- Montjaux
- Mostuéjouls
- Peyreleau
- Rivière-sur-Tarn
- La Roque-Sainte-Marguerite
- Saint-André-de-Vézines
- Saint-Beauzély
- Saint-Laurent-d'Olt
- Saint-Martin-de-Lenne
- Saint-Saturnin-de-Lenne
- Sévérac-d'Aveyron
- Verrières
- Veyreau
- Viala-du-Tarn